# アンドレ・ウォード
アンドレ・ウォード（Andre Ward、1984年2月23日 - ）は、アメリカ合衆国の元プロボクサー。カリフォルニア州サンフランシスコ出身。元WBAスーパー・WBC世界スーパーミドル級統一王者。元WBAスーパー・IBF・WBO世界ライトヘビー級統一王者。世界2階級制覇王者。アテネオリンピックライトヘビー級金メダリスト。
自身でアンドレ・ウォード・プロモーションズを主宰している。

## 経歴
9歳のとき、アマチュアのヘビー級選手だった父に連れられてジムに行き、トレーナーのバージル・ハンターと出会ってボクシングを始めた。

### アマチュア時代
2001年、全米選手権にミドル級 (75 kg) で出場し優勝した。
2003年、全米選手権ライトヘビー級 (81 kg) に出場、準決勝でカーティス・スティーブンスを破り優勝した。
2004年、アテネオリンピック国内代表選考会に出場し優勝した。アメリカ合衆国代表としてアテネオリンピックボクシングライトヘビー級に出場し、金メダルを獲得した。アメリカボクシング界にとって1996年のアトランタオリンピック以来8年ぶりの金メダルとなった。

### プロ時代

#### スーパーミドル級
2004年12月18日、カリフォルニア州ロサンゼルスのステイプルズ・センターでクリス・モリーナと対戦し、2回40秒TKO勝ちを収めデビュー戦を白星で飾った。
2008年6月20日、ケイマン諸島のジョージタウンでジャーソン・ラベロと北米ボクシング機構 (NABO) 北米スーパーミドル級王座決定戦を行い、8回2分37秒TKO勝ちを収め王座獲得に成功した。
2009年2月6日、カリフォルニア州キングス郡リムーアのタチパレス・ホテル・アンド・カジノでNABO王座の防衛戦と北米ボクシング連盟 (NABF) 北米スーパーミドル級王座決定戦をヘンリー・ブキャナンと行い、12回3-0（3者とも120-108）の判定勝ちを収めNABO王座の初防衛に成功、NABF王座の獲得にも成功した。
2009年5月16日、カリフォルニア州オークランドのオラクル・アリーナでコロンビアのエディソン・ミランダと対戦し、12回3-0（119-109×2、116-112）の判定勝ちを収めNABO王座の2度目、NABF王座の初防衛に成功した。
2009年10月に開始されたSuper Six World Boxing Classicに参加し、20戦20勝を収めた。
2009年11月21日、カリフォルニア州オークランドのオラクル・アリーナにて、Super Sixグループステージ1でWBA世界スーパーミドル級スーパー王者であるデンマークのミッケル・ケスラーと対戦し、10回にウォードのバッティングでケスラーが右目上をカットし、11回1分42秒3-0（97-93、98-92×2）の負傷判定勝ちを収め王座獲得に成功した。
2010年6月19日、オラクル・アリーナにてSuper Sixグループステージ2でWBA世界スーパーミドル級4位であるアメリカ合衆国のアラン・グリーンと対戦し、3-0（3者とも120-108）の判定勝ちを収め初防衛に成功した。
2010年11月27日、オラクル・アリーナにてWBA世界スーパーミドル級13位であるオーストラリアのサキオ・ビカと対戦し、12回3-0（120-108、2者が118-110）の判定勝ちを収め2度目の防衛に成功した。
2011年5月14日、カリフォルニア州カーソンのホーム・デポ・センター・テニスコートにてSuper Six準決勝が行われ、元IBF世界ミドル級王者でWBA世界スーパーミドル級3位であるドイツのアルツール・アブラハムと対戦し、12回3-0（120-108、118-110、118-111）の判定勝ちを収めWBA世界スーパーミドル級スーパー王座の3度目の防衛に成功し、Super Sixの決勝進出を果たした。
2011年12月17日、ニュージャージー州アトランティックシティのボードウォーク・ホールにて、イギリスのカール・フローチとのWBA・WBC世界スーパーミドル級王座統一戦がSuper Six決勝のカードとして行われ、12回3-0（2者が115-113、118-110）の判定勝ちを収めSuper Six優勝を果たし、WBAスーパー王座の4度目の防衛に成功、WBC王座の獲得にも成功、リングマガジン世界スーパーミドル級王者にも認定された。試合後に試合1週間前のスパーリング中に左手を痛めていたことを明かし、その後レントゲン撮影により左手の指を2箇所骨折していたことが判明した。
2012年1月30日、アメリカ・ボクシング記者協会 (BWAA) の最優秀ボクサー、通称「シュガー・レイ・ロビンソン・トロフィー」に選ばれた。
2012年4月26日、左手の骨折により防衛戦を行えないため休養王座に認定された。
2012年9月8日、ボードウォーク・ホールにてWBC世界ライトヘビー級王者であるアメリカ合衆国のチャド・ドーソンと対戦し、3回と4回にダウンを奪って試合の主導権を握り、最後はドーソンが試合をやめたいとレフェリーに告げ、10回2分45秒TKO勝ちを収めWBAスーパー王座の5度目の防衛、WBC王座の初防衛に成功した。
2013年2月23日、ロサンゼルスのギャレン・センターにて元WBC・WBO世界ミドル級統一王者であるアメリカ合衆国のケリー・パブリクと対戦する予定だったが、ウォードが2012年11月のスパーリング中に右肩を負傷したために手術を受けることになり試合は中止となった。この結果「ウォードへの挑戦がキャンセルされたことでリングへの情熱を失った」としてパブリクは現役引退を表明した。
2013年4月16日、WBCがウォードは長期療養中のため指名戦を行えないとして名誉王座に認定した。
2013年5月20日、ウォードは指名試合をルール規定期間内に行うつもりでいたのにWBCにより王座を剥奪されたとして、WBCへの抗議の意思表示として名誉王座を返上した。
2013年6月、ウォードが契約の解消を求めて所属プロモーターのグーセン・チューター・プロモーションズを訴えていた問題で、カリフォルニア州アスレチックコミッションがプロモーター支持の判断を下した。
2013年11月16日、カリフォルニア州オンタリオのシチズン・ビジネス・バンク ・アリーナにて、約1年2か月ぶりの試合としてWBA世界スーパーミドル級3位であるドミニカ共和国のエドウィン・ロドリゲスと対戦し、前日計量でロドリゲスに体重超過があったため、ウォードが勝てば王座防衛となるがロドリゲスが勝っても新王者になれないという条件で試合は行われ、12回3-0（118-106、117-107、116-108）の判定勝ちを収め、6度目の防衛に成功した。
2014年5月1日、グーセン・チューター・プロモーションズを訴えていた問題で、カリフォルニア州アスレチックコミッションは再びプロモーター支持の判断を下した。同年8月14日、ウォードが今度はプロモーターに対して連邦裁判所で訴訟を起こしたが、翌週にはプロモーターがウォードを名誉毀損で1000万ドルを請求して反訴し、両者ともに引かない泥沼化の様相を呈した。
2015年1月9日、グーセン・チューター・プロモーションズと和解して、ジェイ・Z率いる新興プロモーターのロック・ネイション・スポーツと契約したことを発表。
2015年2月20日、『リング』誌が最新ランキングを発表し、ウォードのリング誌認定王座を剥奪した。
2015年2月28日、WBAがWBA世界スーパーミドル級正規王者カール・フローチとの王座統一戦の交渉を30日以内に合意させ、120日以内に試合を行うよう指令を出した。対戦交渉が合意に至らない場合は入札になると明かした。
2015年5月8日、WBAがポール・スミス戦をノンタイトル戦とする特別許可を与え、スミス戦後にフローチがウォードの指名挑戦者となるが、ウォードがスミスに負けた場合はウォードの保持するWBA世界スーパー王座を剥奪することを発表した。
2015年6月20日、約1年7か月ぶりの試合としてオラクル・アリーナでポール・スミスとスーパーミドル級の規程体重である168ポンドを4ポンド上回る172ポンドのキャッチウェイトで試合を行う予定だったが、前日計量でスミスが176.4ポンド (80.01 kg) を計測し4.4ポンド (1.99 kg) の体重超過があったため、スミスはファイトマネーから45,000ドルの罰金を支払い、さらに試合当日の朝にも再度計量を行って増量を181ポンドまでに抑えることに同意したが、試合当日の朝に行った計量でもスミスは184.4ポンドを計測してまたしても体重を超過し、さらに罰金を15,000ドル支払って試合が行われた。9回にスミス陣営からタオルが投入され、ウォードが9回1分46秒TKO勝ちを収めWBAスーパー王座の剥奪を免れるとともにWBA世界スーパーミドル級2位のフローチがウォードの指名挑戦者となった。
2015年11月12日、ライトヘビー級に転向するためにWBA世界スーパーミドル級スーパー王座を返上した。

#### ライトヘビー級
2015年11月5日、同月21日にマンダレイ・ベイ・イベント・センターにてミゲール・コットvsサウル・アルバレスの前座でライトヘビー級転向戦としてアレクサンデル・ブランドと対戦予定だったが、ウォードが右ひざを痛め中止になった。
2016年3月26日、オラクル・アリーナでIBF世界ライトヘビー級1位のスリバン・バレラとライトヘビー級進出戦ならびにセルゲイ・コバレフへの挑戦権をかけて対戦。3回にテンプルに左フックを当ててダウンを奪い、8回にローブロで減点されたものの、12回3-0（117-109、119-109、117-108）の判定勝ちを収めライトヘビー級進出を白星で飾ると同時にコバレフへの挑戦権獲得に成功した。
2016年8月6日、オラクル・アリーナでWBA世界ライトヘビー級10位でWBO世界ライトヘビー級13位のアレクサンデル・ブランドとWBOインターコンチネンタルライトヘビー級王座決定戦を行い、12回3-0（3者とも120-108）の判定勝ちを収め王座獲得に成功した。
2016年11月19日、T-モバイル・アリーナでWBAスーパー王者・IBF・WBO世界ライトヘビー級王者のコバレフと対戦し、12回3-0（3者とも114-113）の判定勝ちを収め2階級制覇を達成した。2回にダウンを奪われその後も押されていたウォードが僅差で判定勝ちしたことに関し、Boxing Scene.com（ボクシング・シーン・ドットコム）はHBOのコメンテイターとして長年活躍したラリー・マーチャントのコメントを掲載、クリンチばかりで有効打のなかったウォードは終盤相当巻き返さなければ勝ちはないと思ったがそれができなかった、地元判定でなければコバレフが大差で勝利していただろうと評価、再戦条項が設けられていた試合だが再戦の価値なしと切り捨てた。
2016年12月8日、WBAはウォードを2016年11月度の月間MVPに選出した。
2017年1月17日、『リング』誌がウォードを2016年度のリングマガジン カムバック・オブ・ザ・イヤーに選出した。
2017年6月17日、マンダレイ・ベイ・イベント・センターで元WBAスーパー王者・IBF・WBO世界ライトヘビー級王者のコバレフと再戦し、8回2分29秒TKO勝ちを収めWBAスーパー王座、IBF王座ならびにWBO王座の初防衛に成功した。同日、WBOはウォードをWBOの2017年6月度の月間MVPに選出した。7月19日、WBAはウォードをWBAの2017年6月度の月間MVPに選出した。
2017年9月21日、自身のウェブサイト上で現役引退を表明した。

### 引退後
2020年12月15日、国際ボクシング名誉の殿堂博物館は、ウォードを2021年に国際ボクシング殿堂入りするメンバーとして発表した。
2023年7月1日、ESPNで2017年から務めていたボクシング解説の契約を終了した。理由はESPNのコストカットである。

## 戦績
- アマチュアボクシング：120戦 115勝 5敗
- プロボクシング：32戦 32勝 (16KO) 無敗

| 戦           | 日付           | 勝敗 | 時間     | 内容         | 対戦相手                 | 国籍           | 備考                                                                                            |
| ------------ | -------------- | ---- | -------- | ------------ | ------------------------ | -------------- | ----------------------------------------------------------------------------------------------- |
| 1            | 2004年12月18日 | ☆    | 2R 0:40  | TKO          | クリス・モリーナ         | アメリカ合衆国 | プロデビュー戦                                                                                  |
| 2            | 2005年2月10日  | ☆    | 6R       | 判定 3-0     | ケニー・コスト           | アメリカ合衆国 |                                                                                                 |
| 3            | 2005年4月7日   | ☆    | 3R 2:56  | 反則         | ロイ・アシュワース       | アメリカ合衆国 |                                                                                                 |
| 4            | 2005年6月18日  | ☆    | 3R 0:59  | TKO          | ベン・アラゴン           | アメリカ合衆国 |                                                                                                 |
| 5            | 2005年8月18日  | ☆    | 3R 3:00  | TKO          | クリストファー・ホルト   | アメリカ合衆国 |                                                                                                 |
| 6            | 2005年10月1日  | ☆    | 1R 2:59  | KO           | グレン・ラプランテ       | アメリカ合衆国 |                                                                                                 |
| 7            | 2005年11月19日 | ☆    | 6R       | 判定 3-0     | ダーネル・ブーン         | アメリカ合衆国 |                                                                                                 |
| 8            | 2006年2月23日  | ☆    | 6R       | 判定 3-0     | ケンドール・グールド     | アメリカ合衆国 |                                                                                                 |
| 9            | 2006年4月29日  | ☆    | 6R 3:00  | TKO          | アンディ・コール         | アメリカ合衆国 |                                                                                                 |
| 10           | 2006年11月16日 | ☆    | 6R       | 判定 3-0     | デリック・ファインドリー | アメリカ合衆国 |                                                                                                 |
| 11           | 2007年3月29日  | ☆    | 3R 2:04  | TKO          | フリオ・ジャン           | アメリカ合衆国 |                                                                                                 |
| 12           | 2007年5月17日  | ☆    | 6R 2:47  | TKO          | ダファイア・スミス       | アメリカ合衆国 |                                                                                                 |
| 13           | 2007年7月14日  | ☆    | 3R 2:59  | TKO          | フランシスコ・ディアス   | アメリカ合衆国 |                                                                                                 |
| 14           | 2007年11月16日 | ☆    | 5R 1:56  | TKO          | ロジャー・カントレル     | アメリカ合衆国 |                                                                                                 |
| 15           | 2008年3月20日  | ☆    | 7R 2:51  | TKO          | ルービン・ウィリアムズ   | アメリカ合衆国 |                                                                                                 |
| 16           | 2008年6月20日  | ☆    | 8R 2:37  | TKO          | ジャーソン・ラベロ       | ドミニカ共和国 | NABO北米スーパーミドル級王座決定戦                                                              |
| 17           | 2008年12月13日 | ☆    | 3R 2:46  | TKO          | エステバン・カマウ       | メキシコ       |                                                                                                 |
| 18           | 2009年2月6日   | ☆    | 12R      | 判定 3-0     | ヘンリー・ブキャナン     | アメリカ合衆国 | NABF北米スーパーミドル級王座決定戦 NABO防衛1                                                    |
| 19           | 2009年5月16日  | ☆    | 12R      | 判定 3-0     | エディソン・ミランダ     | コロンビア     | NABF防衛1・NABO防衛2                                                                            |
| 20           | 2009年9月12日  | ☆    | 3R 2:16  | KO           | シェルビー・パドウィル   | アメリカ合衆国 |                                                                                                 |
| 21           | 2009年11月21日 | ☆    | 11R 1:42 | 負傷判定 3-0 | ミッケル・ケスラー       | デンマーク     | WBAスーパー・世界スーパーミドル級タイトルマッチ Super Six World Boxing Classicグループステージ1 |
| 22           | 2010年6月19日  | ☆    | 12R      | 判定 3-0     | アラン・グリーン         | アメリカ合衆国 | WBA防衛1 / Super Sixグループステージ2                                                           |
| 23           | 2010年11月27日 | ☆    | 12R      | 判定 3-0     | サキオ・ビカ             | オーストラリア | WBA防衛2                                                                                        |
| 24           | 2011年5月14日  | ☆    | 12R      | 判定 3-0     | アルツール・アブラハム   | ドイツ         | WBA防衛3 / Super Six準決勝                                                                      |
| 25           | 2011年12月17日 | ☆    | 12R      | 判定 3-0     | カール・フローチ         | イギリス       | WBA・WBC世界スーパーミドル級王座統一戦 WBA防衛4 / Super Six決勝戦 WBC・リングマガジン王座獲得   |
| 26           | 2012年9月8日   | ☆    | 10R 2:45 | TKO          | チャド・ドーソン         | アメリカ合衆国 | WBA防衛5・WBC防衛1                                                                              |
| 27           | 2013年11月16日 | ☆    | 12R      | 判定 3-0     | エドウィン・ロドリゲス   | ドミニカ共和国 | WBA防衛6                                                                                        |
| 28           | 2015年6月20日  | ☆    | 9R 1:46  | TKO          | ポウル・スミス           | イギリス       |                                                                                                 |
| 29           | 2016年3月26日  | ☆    | 12R      | 判定 3-0     | サリバン・バレラ         | キューバ       | IBF世界ライトヘビー級挑戦者決定戦                                                               |
| 30           | 2016年8月6日   | ☆    | 12R      | 判定 3-0     | アレクサンデル・ブランド | コロンビア     | WBOインターコンチネンタルライトヘビー級王座決定戦                                               |
| 31           | 2016年11月19日 | ☆    | 12R      | 判定 3-0     | セルゲイ・コバレフ       | ロシア         | WBA・IBF・WBO世界ライトヘビー級タイトルマッチ                                                   |
| 32           | 2017年6月17日  | ☆    | 8R 2:29  | TKO          | セルゲイ・コバレフ       | ロシア         | WBA防衛1・IBF防衛1・WBO防衛1                                                                    |
| テンプレート |                |      |          |              |                          |                |                                                                                                 |

## 獲得タイトル
- アテネオリンピック ライトヘビー級金メダル
- NABO北米スーパーミドル級王座（防衛2=返上）
- NABF北米スーパーミドル級王座（防衛1=返上）
- Super Six World Boxing Classic優勝
- WBA世界スーパーミドル級スーパー王座（防衛6=返上）
- WBC世界スーパーミドル級王座（防衛1=名誉王座認定）
- リングマガジン世界スーパーミドル級王座（防衛2=剥奪）
- WBOインターコンチネンタルライトヘビー級王座
- WBA世界ライトヘビー級スーパー王座（防衛1=返上）
- IBF世界ライトヘビー級王座（防衛1=返上）
- WBO世界ライトヘビー級王座（防衛1=返上）

## 表彰
- 2011年度リングマガジン ファイター・オブ・ザ・イヤー
- 2011年度BWAA最優秀ボクサー
- 2016年11月度WBA月間MVP
- 2016年度リングマガジン カムバック・オブ・ザ・イヤー
- 2017年6月度WBO月間MVP
- 2017年6月度WBA月間MVP

## ペイ・パー・ビュー売上げ
| 日付           | イベント                                    | 売上げ | テレビ局 |
| -------------- | ------------------------------------------- | ------ | -------- |
| 2016年11月19日 | アンドレ・ウォード vs. セルゲイ・コバレフ 1 | 16万件 | HBO      |
| 2017年6月17日  | アンドレ・ウォード vs. セルゲイ・コバレフ 2 | 13万件 | HBO      |

## 出演
- クリード チャンプを継ぐ男（2015年）
- クリード 炎の宿敵（2018年）